# Revellinos
Revellinos es un municipio y localidad española de la provincia de Zamora, en la comunidad autónoma de Castilla y León.

## Historia
Los indicios más antiguos de ocupación se han encontrado en Fuente Salina, donde existió un amplio poblado ocupado de manera ininterrumpida desde la primera Edad del Hierro hasta época romana. Este paraje ocupa un teso destacado sobre la llanura y el terreno llano que lo circunda, alcanzando más de veinte hectáreas de extensión. La intervención arqueológica en este lugar se ha localizado en una zona marginal del asentamiento, a orillas de la «Laguna de La Fuente» y muy cerca del manantial que le da nombre. Los resultados obtenidos en la excavación, delatan huellas de combustión que pudieran estar relacionadas con la producción de sal.
La fundación de Revellinos se podría enmarcar dentro del proceso repoblador que promovieron los reyes leoneses. En este sentido, parece ser que el topónimo de Revellinos puede hacer referencia al leonés “Revelle”, que lo puebla a mediados del siglo X. De esta misma época es la primera cita documental de Revellinos datada en año 945, bajo el reinado de Ramiro II de León, en el que se citan las propiedades de la familia Bani Sendati con otros vecinos del lugar.
Posteriormente Revellinos perteneció a la encomienda santiaguista de Castrotorafe, creada tras la concesión otorgada en 1176 por el rey Fernando II de León de Castrorafe a la Orden de Santiago, orden de la cual pasó a depender Revellinos.
Ya en la Edad Contemporánea, la división territorial de España en 1833 incorporó a Revellinos a la provincia de Zamora, dentro de la Región Leonesa, la cual, como todas las regiones españolas de la época, carecía de competencias administrativas. Tras la constitución de 1978, este municipio pasó a formar parte en 1983 de la comunidad autónoma de Castilla y León, en tanto que pertenecían a la provincia de Zamora.

## Geografía humana

### Demografía
Cuenta con una población de 229 habitantes (INE 2024).
| Gráfica de evolución demográfica de Revellinos entre 1842 y 2021                                                      |
| |
| Población de derecho según los censos de población del INE. Población de hecho según los censos de población del INE. |

## Patrimonio

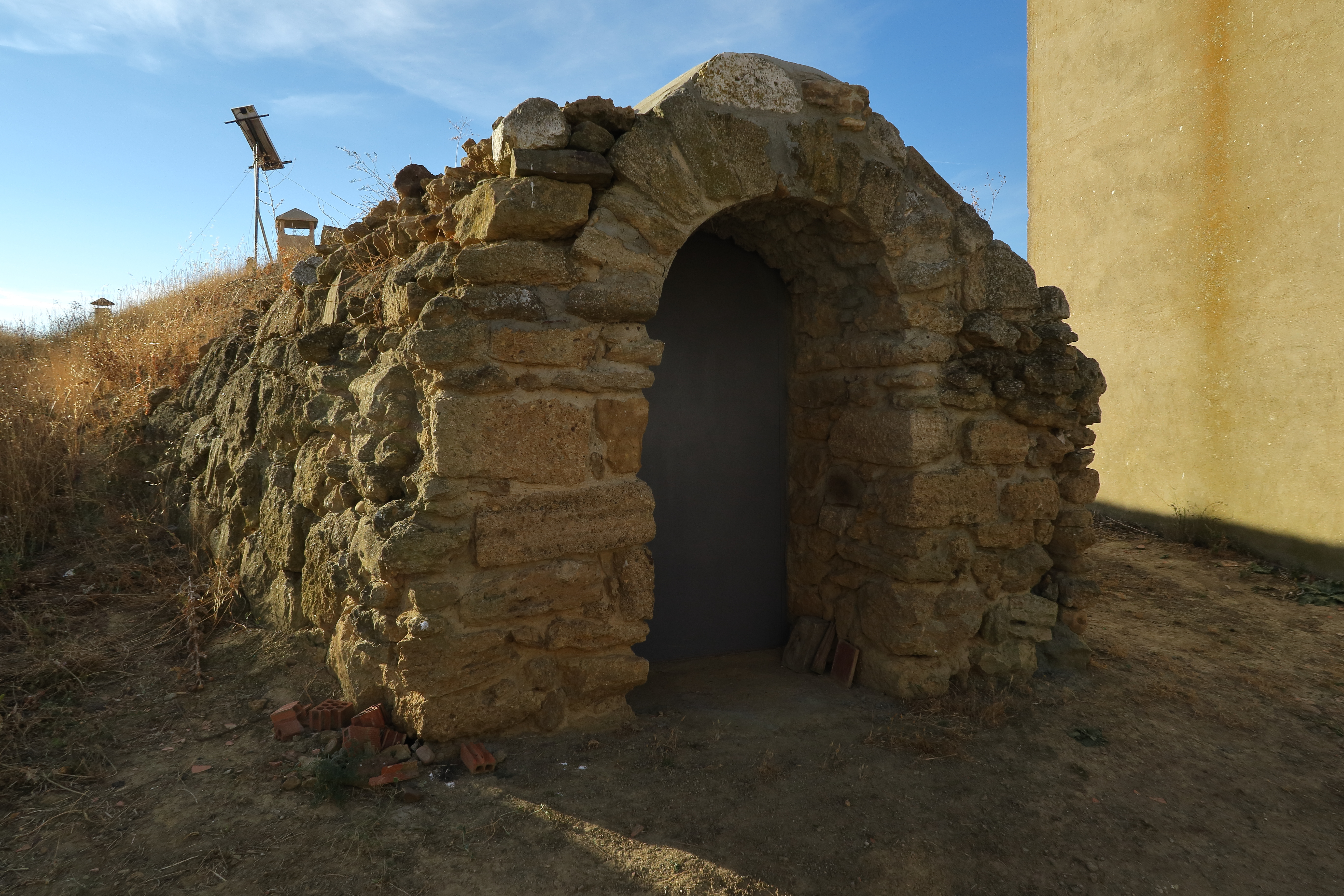
Bodega en Revellinos

- Iglesia parroquial de Santo Tomás. Data del siglo XV, estando construida en ladrillo y tapial. La Capilla Mayor dispone de un interesante artesonado mudéjar que se incluye dentro de la carpintería de lo blanco y de la carpintería de lazo. Reviste especial interés la imagen del Cristo de la Misericordia, (siglo XV) sobre un retablo formado por parejas de columnas de fuste estriado, posee también un retablo barroco que acoge a la Virgen del Amor Hermoso y es interesante la pila bautismal con una gran cruz al frente, rodeada de otras menores, un aspa y una concha.

- Observatorio de aves. Se ubica frente a las lagunas de la Rosa y Paneras.

- Palomares. Son varios los que jalonan el término municipal, destacando uno de ellos formado por numerosos tejadillos circulares, sin patio interior, que recuerda la forma de una pagoda oriental.

- Bodegas.

## Fiestas
Se festeja San Antonio Abad, (17 de enero), con petición y subasta de donativos, y ofrenda de los animales domésticos para que los bendiga. Se celebra en esa fecha las “sanantonadas” y la boda de la burra Matilde. Asimismo, se festeja a San Marcos (25 de abril), el santo encargado de traer la lluvia a los campos, así como en verano (a mediados de agosto) la Fiesta del Emigrante y el 21 de diciembre la fiesta de los Quintos.